# Исток (средний приток Иртыша)
Исток — река, протекает в Саргатском районе Омской области России. Впадает в Иртыш слева на 1680 км от устья. Длина — 14 км.

## Данные водного реестра
По данным государственного водного реестра России относится к Иртышскому бассейновому округу, водохозяйственный участок реки — Иртыш от впадения реки Омь до впадения реки Ишим, без реки Оша, речной подбассейн реки — бассейны притоков Иртыша до впадения Ишима. Речной бассейн реки — Иртыш.
Код объекта в государственном водном реестре — 14010100312115300005280.